# JPMorgan Chase
JPMorgan Chase & Co. er en amerikansk multinational finans- og bankkoncern. Fra hovedkvarteret i New York opererer den i et globalt netværk. JP Morgan Chase er et af verdens ældste fortsat eksisterende pengeinstitutter og finansinstitutioner.
Koncernens aktiver var i 2013 på 2.415,689 mia. amerikanske dollar, hvilket gjorde det til USA's største bank og verdens 6. største.
JPMorgan Chase & Co. blev etableret i sin nuværende form i 2000 da Chase Manhattan Corporation overtog kontrollen over J.P. Morgan & Co., og virksomheden betjener ikke blot millioner af amerikanere, men har også en række af verdens mest prominete virksomheder, institutioner og regeringsinstitutioner blandt sine klienter.
I den aktuelle amerikanske og verdensomspændende finansielle krise er JPMorgan Chase en aktiv medspiller, og virksomheden overtog den 25. september 2008 de fleste aktiviteter fra bank- og sparekassevirksomheden Washington Mutual efter den hidtil største amerikanske bankkollaps.